# Теорема Громова о числах Бетти
Теорема Громова о числах Бетти даёт верхнюю оценку на сумму чисел Бетти
компактного риманова многообразия через нижнюю грань его секционных кривизн, размерность и диаметр.

## Комментарии
- В частности, сумма чисел Бетти компактного риманова многообразия размерности {\displaystyle n} с неотрицательной секционной кривизной ограничено константой {\displaystyle C(n)}.
  - Предположительно {\displaystyle C(n)=2^{n}}, то есть плоский {\displaystyle n}-мерный тор имеет максимальную сумму чисел Бетти среди всех {\displaystyle n}-мерных многообразий неотрицательной секционной кривизны.
  - Известны явные оценки, например {\displaystyle C(n)=10^{3n^{4}+9n^{3}+6n^{2}}}.
- Теорема даёт оценку на эйлерову характеристику {\displaystyle n}-мерного многообразия неотрицательной секционной кривизны.
  - Предположительно все такие многообразия имеют неотрицательную эйлерову характеристику.